# Laphria vorax
Laphria vorax là một loài ruồi trong họ Asilidae. Laphria vorax được Bromley miêu tả năm 1929. Loài này phân bố ở vùng Tân Bắc giới.